# 劳伦斯·斯托达德
劳伦斯·斯托达德（英語：Laurence Stoddard，1903年12月22日—1997年1月26日），美国男子赛艇运动员。他曾代表美国参加1924年夏季奥林匹克运动会赛艇比赛，获得男子八人单桨有舵手金牌。